# 1769 au théâtre
| Années du théâtre : 1766 - 1767 - 1768 - 1769 - 1770 - 1771 - 1772    |
| Décennies du théâtre : 1730 - 1740 - 1750 - 1760 - 1770 - 1780 - 1790 |

## Événements
- 9 juillet : inauguration du Théâtre de l'Ambigu-Comique, sur le boulevard du Temple à Paris, fondé par Nicolas-Médard Audinot, ancien comédien de l’Opéra-Comique[1].
- 6 au 8 septembre : David Garrick organise le Shakespeare Jubilee à Stratford-upon-Avon pour célébrer le 205e anniversaire de la naissance de William Shakespeare. Se déroulant sur trois jours, le festival propose différents événements, dont la représentation de The Jubilee (en) de Garrick (qui sera représentée 90 fois par la suite), mais aucune pièce de Shakespeare n'est mise en scène[2].
- 3 décembre : inauguration du Teatro Bibiena ou Teatro Scientifico à Mantoue en Italie, construit par Antonio Galli da Bibiena.
- Abel Seyler fonde en Allemagne la compagnie de théâtre Seylersche Schauspiel-Gesellschaft qui sera active jusqu'en 1779.
- Jean-Auguste Jullien publie deux ouvrages consacrés à l'histoire de théâtres parisiens : Histoire anecdotique et raisonnée du Théâtre-Italien, depuis son rétablissement en France jusqu'à l'année 1769, contenant les analyses des principales pièces, et un catalogue de toutes celles tant italiennes que françaises, données sur ce théâtre, Paris, Lacombe, 7 vol. Lire en ligne ; Histoire du théâtre de l'Opéra-Comique, Paris, Lacombe, 2 vol.
- Antoine Jean Sticotti publie à Paris Garrick ou les acteurs anglais, ouvrage qui a joué un rôle dans la genèse du Paradoxe sur le comédien de Diderot[3],[4].
- Denis Fonvizine termine Le Brigadier (Бригадир), comédie en cinq actes, satire des mœurs de la noblesse russe (gallomanie).

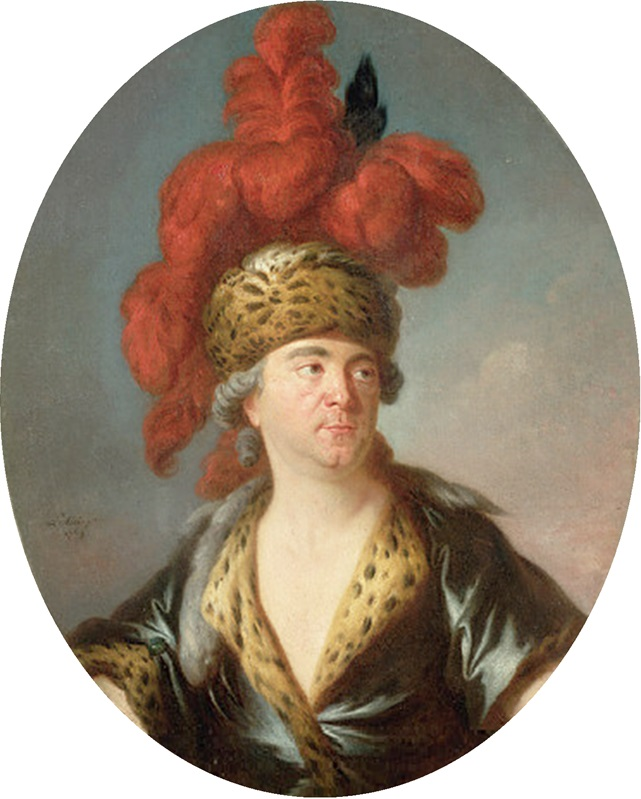
Simon-Bernard Lenoir, Lekain dans le rôle de Gengis Khan, huile sur toile, Comédie-Française, Paris.

- Simon-Bernard Lenoir peint l'acteur Lekain dans le rôle de Gengis-Kan dans L'Orphelin de la Chine de Voltaire.

## Pièces de théâtre publiées
- Louis-Sébastien Mercier, Jenneval ou Le Barnevelt françois, drame en cinq actes, Paris, Edme-Jean Le Jay (En ligne sur Gallica).

## Pièces de théâtre représentées
- 23 février :  The Fatal Discovery (en), tragédie de John Home, Londres, théâtre royal de Drury Lane.
- 14 juin : Julie ou le bon père, comédie de Dominique Vivant Denon, Paris, Comédie-Française.
- 30 septembre : Hamlet de Shakespeare, traduit par Jean-François Ducis, Paris, Comédie-Française.
- 20 octobre : Le Cri de la nature, comédie de François-Armand Huguet, dit Armand, Fontainebleau.
- 25 octobre : La Rosière de Salency, comédie mêlée d'ariettes de Charles-Simon Favart, au château de Fontainebleau ; puis le 14 décembre à Paris, Théâtre italien .

## Naissances
- 23 mai : Magdelaine-Marie Des Garcins, dite Louise Desgarcins, actrice française, sociétaire de la Comédie-Française, morte le 27 octobre 1797.

## Décès
- 29 janvier : Gottfried Prehauser, acteur et auteur dramatique autrichien, né le 8 novembre 1699.
- 16 février : Jean-François Fieuzal (ou Fieusacq), dit Durancy, acteur et directeur de théâtre français, né en 1716.
- 7 juin : Antoine-Alexandre-Henri Poinsinet, dramaturge et librettiste français, mort le 17 novembre 1735.
- 4 juillet : Marie Hortense Racot de Grandval, dite Mademoiselle Dangeville tante, actrice française, sociétaire de la Comédie-Française, née en janvier 1676.
- 30 novembre : Marianne-Hélène de Mottes, dite Mademoiselle de La Motte, actrice française, sociétaire de la Comédie-Française, née en 1704.